# Ermin Rakovič
Ermin Rakovič (* 7. September 1977) ist ein slowenischer ehemaliger Fußballspieler.

## Karriere
Rakovič stammt aus der Jugend von ND Slovan Ljubljana und startete seine Profikarriere bei NK Celje und Olimpija Ljubljana, ehe er von 1997 bis 2000 bei verschiedenen Vereinen in Portugal unter Vertrag stand. 2003 mit dem NK Maribor und 2007 mit NK Domzale konnte er die slowenische Meisterschaft feiern. Zwischenzeitlich stand er für weitere Vereinen in der Türkei, China und Österreich auf dem Feld. Am 4. September 2017 erfolgte seine Rückkehr im Alter von 40 Jahren zu Interblock Ljubljana. Doch schon zwei Jahre später kehrte er wieder nach Österreich zurück und ist seitdem für den SKV Syrien Union Wien aktiv.

## Nationalmannschaft
Von 2001 bis 2007 spielte er insgesamt vierzehn Mal für die slowenischen Nationalmannschaft und erzielte am 12. März 2003 im Freundschaftsspiel gegen die Schweiz (1:5) in Nova Gorica sein einziges Tor.

## Erfolge
- Portugiesischer Pokalsieger: 1999
- Slowenischer Meister: 2003, 2007
- Slowenischer Pokalsieger: 2004, 2008, 2009
- Spieler des Jahres in Slowenien: 2006